# Portulaca quadrifida
Portulaca quadrifida, conocida como verdolaga silvestre o verdolaga de flores pequeñas es una especie de planta angioesperma del género Portulaca, posiblemente originaria de África, pero extendida por los trópicos del Viejo Mundo y en otros lugares.  Suele ser recolectada para consumirse en ensaladas o en cocción. Es un buen forraje para pollos y cerdos. 

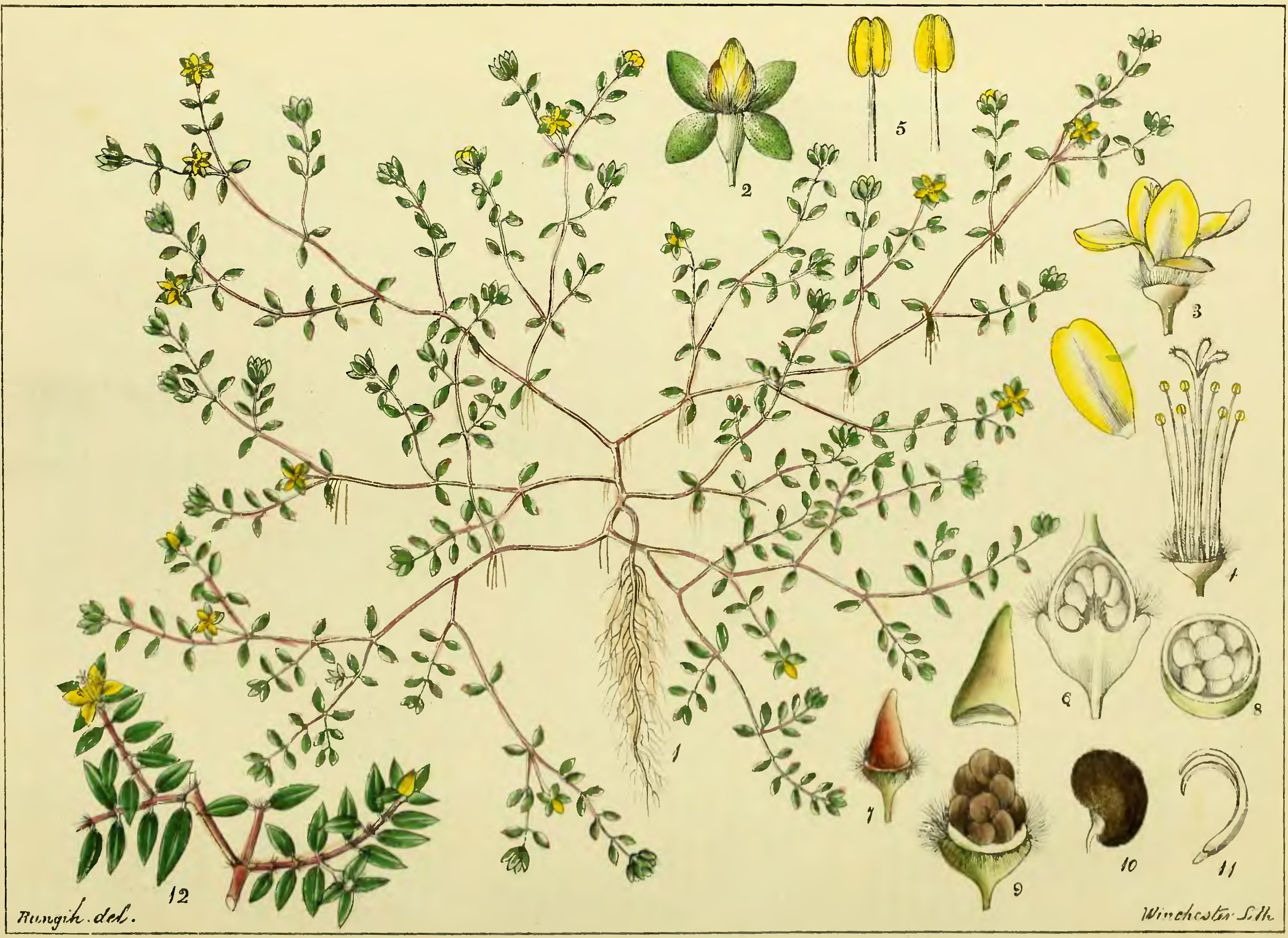
Ilustración botánica de Portulaca quadrifida.